# Eliakim (postać biblijna)
Eliakim – postać biblijna ze Starego Testamentu.
Najważniejszym człowiekiem o tym imieniu w Biblii był syn Chilkiasza, główny urzędnik pałacu króla Ezechiasza. Kiedy król Asyrii, Sennacheryb, zagroził oblężeniem Jerozolimy, Ezechiasz wysłał Eliakima razem z Szebną i Joachem, aby wysłuchali rzecznika Asyryjczyków.
Pojawia się w II Księdze Królewskiej 18,18 nn.
Źródło: Słownik Postaci Biblijnych. [dostęp 2015-12-26].